# Loofboomdwergspanner
De loofboomdwergspanner (Eupithecia exiguata) is een nachtvlinder uit de familie van de spanners (Geometridae). 

## Kenmerken
De voorvleugellengte bedraagt tussen de 11 en 12 mm. De basiskleur van de voorvleugel is lichtgrijs. Vlak buiten de duidelijke middenstip bevindt zich een rijtje van vijf pijlvormige vlekjes die naar binnen toe wijzen. De buitenrand is gebogen in een zwakke S-vorm.

## Levenscyclus
De loofboomdwergspanner gebruikt diverse struiken en loofbomen als waardplanten, waaronder zuurbes, meidoorn en sleedoorn. De rups is te vinden van juni tot oktober. De soort overwintert als pop. Er is jaarlijks een generatie die vliegt van april tot in juni.

## Voorkomen
De soort komt verspreid van Europa tot het gebied van de Amoer voor. In Europa vooral in Noord- en Centraal-Europa. De loofboomdwergspanner is in Nederland en België een zeer zeldzame soort. 